# Abu al-Abbas Ahmad ben Muhammad
Pour les articles homonymes, voir Abbas.
Abû al-`Abbâs Ahmad ben Muhammad ou Ahmed al-Wattassi succède à son père Mohammed al-Burtuqâlî en 1526 comme sultan watasside bien que son oncle Abû Hasûn `Alî lui conteste le trône un moment.

## Biographie
Plutôt que de livrer bataille aux Portugais et aux Espagnols qui se contentent de comptoirs sur les côtes, les Wattassides s'inquiètent de l'expansionnisme des Saadiens de Marrakech. Abû al-`Abbâs Ahmed est contraint de reconnaître la souveraineté des Saadiens sur le territoire de Marrakech. Il marcha contre eux mais sous la pression des religieux il dut reculer (1437).
De leur côté les Saadiens remportaient quelques victoires sur les Hispaniques : reprise d'Agadir, de Safi et d'Azemmour (1541), ce qui renforça leur prestige aux yeux des musulmans.
De 1545 à 1547, fait prisonnier par les Saadiens, le sultan est libéré contre l’abandon de Meknès, Salé et Ksar El Kébir. Son fils Mohammed al-Qâsrî assure une sorte d'intérim.
Les Saadiens prennent Fès en 1550. Ils échouent dans leurs tentatives de s'étendre vers l'Algérie tenue par les Turcs Ottomans. À partir de là, le sultan saadien Mohammed ech-Cheikh a réunifié le Maroc.
En 1554, Abû Hassûn `Alî oncle d'Abû al-`Abbâs Ahmed, fait une tentative de reprise du pouvoir, mais il meurt dans un combat contre Mohammed ech-Cheikh.